# K. Il bandito
K. Il bandito è un film del 2007 diretto da Martin Donovan con protagonisti Luca Lionello, Martina Stella e Yvonne Sciò.
Il film è stato presentato in anteprima nazionale il 30 marzo 2008 al cinema Nuovo Teatro di Palombara Sabina.